# Valde-Ucieza
Valde-Ucieza ist eine nordspanische Gemeinde (municipio) mit 76 Einwohnern (Stand: 2024) in der Provinz Palencia in der Autonomen Gemeinschaft Kastilien-León. Die Gemeinde besteht aus den Ortschaften Miñanes, Robladillo de Ucieza, Villamorco und Villasabariego de Ucieza. Der Verwaltungssitz befindet sich in Robladillo de Ucieza. 

## Lage und Klima
Valde-Ucieza liegt in der Region Tierra de Campos auf der kastilischen Hochebene in einer Höhe von ca. 840 m. Die Provinzhauptstadt Palencia befindet sich mit ihrem Stadtzentrum etwa 38 Kilometer (Fahrtstrecke) südlich.
Das Klima im Winter ist durchaus kalt, im Sommer dagegen warm bis heiß; die Regenfälle (ca. 618 mm/Jahr) fallen überwiegend im Winterhalbjahr.

## Bevölkerungsentwicklung
| Jahr      | 1970 | 1981 | 1991 | 2001 | 2011 | 2021 |
| Einwohner | 399  | 231  | 163  | 122  | 116  | 81   |

## Sehenswürdigkeiten
- Saturninuskirche in Robladillo de Ucieza
- Kirche von Miñanes

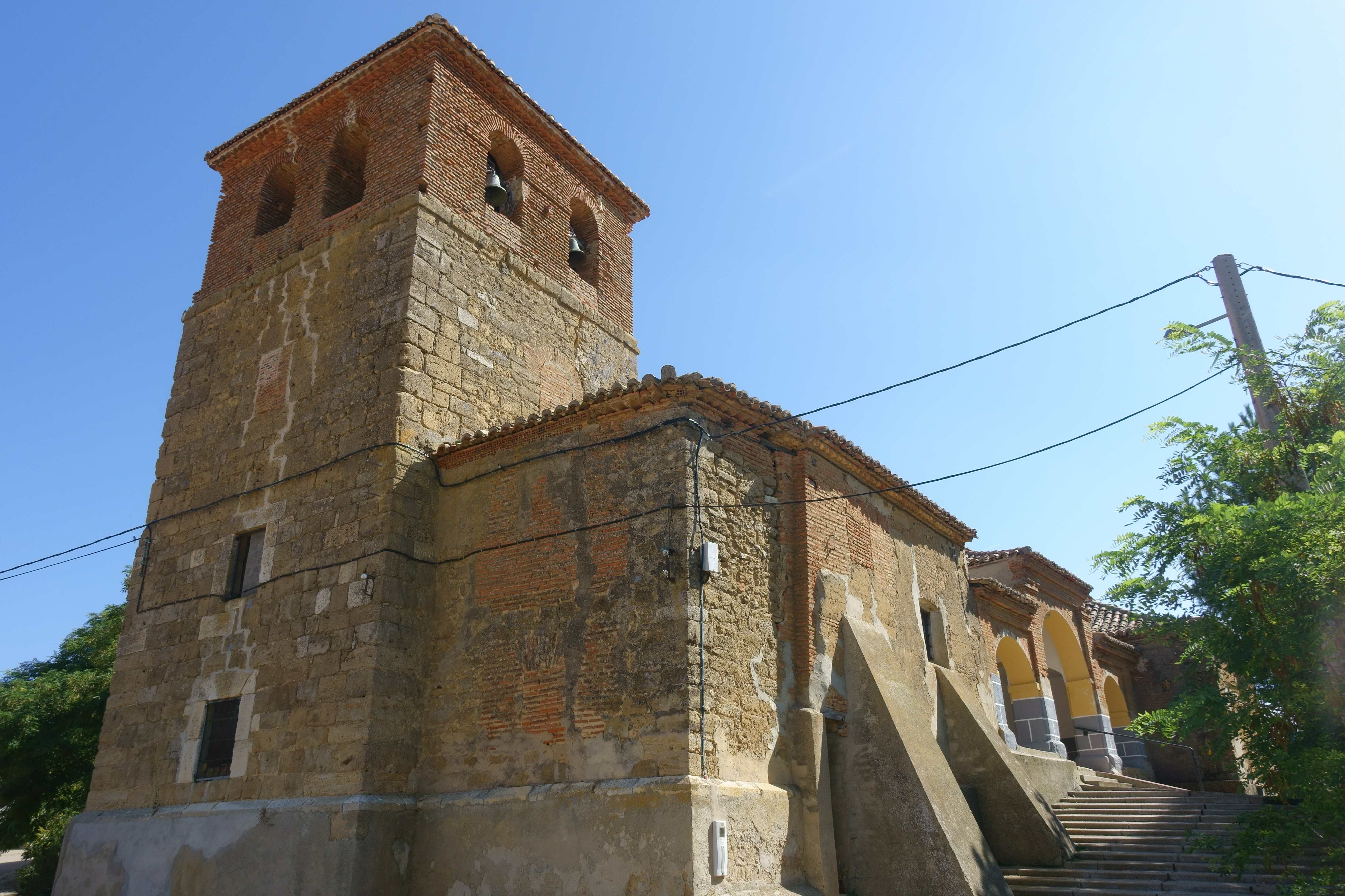
Saturninuskirche
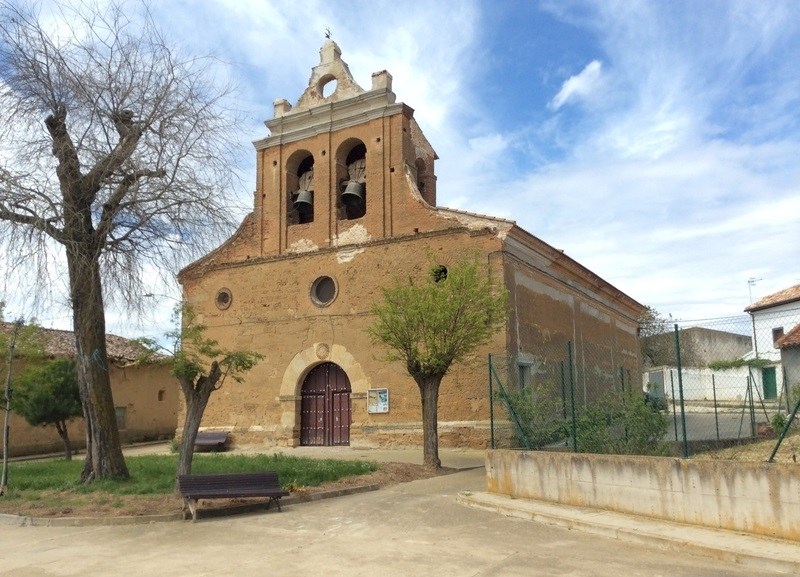
Kirche von Miñanes
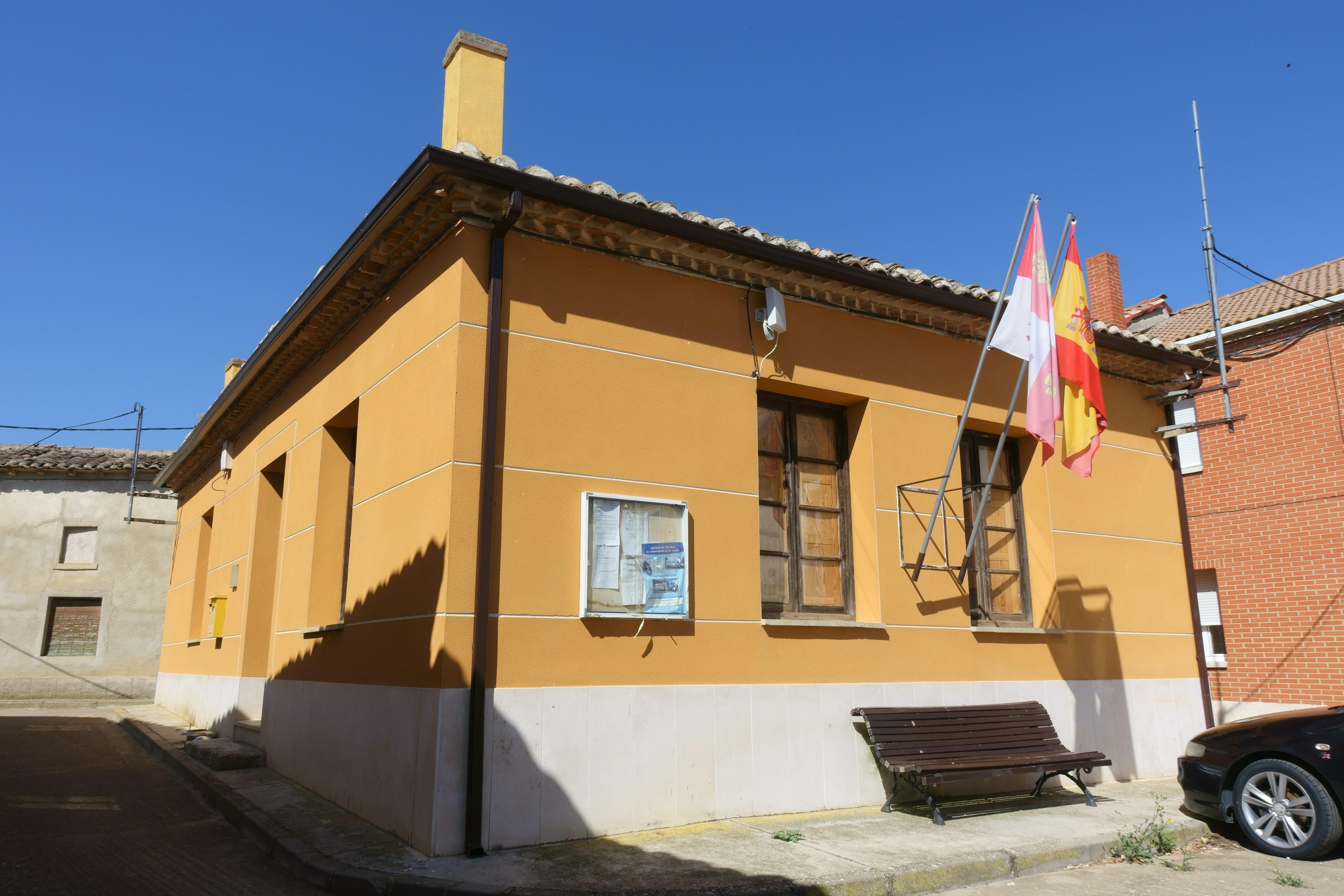
Rathaus